# مدال افتخار: قهرمانان
مدال افتخار: قهرمانان ( به انگلیسی Medal of Honor: Heroes ) عنوان یک بازی ویدئویی اکشن اول شخص مرتبط به جنگ جهانی دوم از سری مدال افتخار می باشد که توسط شرکت بازی سازی الکترو آرتز برای کنسول دستی پی اس پی ساخته و در بیست و سوم اکتبر سال ۲۰۰۶ در امریکا عرضه گشت .

## دنباله
دنباله ای بر این بازی تحت عنوان مدال افتخار: قهرمانان ۲ ساخته شد .

## جوایز
برنده جایزه IGN بهترین بازی تیراندازی اول شخص کنسول پی اس پی در سال ۲۰۰۶